# Distrito de Huambalpa
El distrito de Huambalpa es uno de los ocho distritos que conforman la Provincia de Vilcas Huamán, ubicada en el Departamento de Ayacucho, Perú.

## Historia
El principal centro urbano del distrito es Huambalpa ubicado a 3.217 m s. n. m.
El distrito fue creado en los primeros años de la República.

## División administrativa

### Centros poblados
- Urbanos, la Iglesia Santa Ana de Huambalpa, es copia de la Iglesia de Santa Ana de Cuzco. 
  - Huambalpa, con 433 hab.
- Rurales
  - San Antonio de Cocha, con 385 hab.
  - Huamanmarca
  - san jose huanquispa

## Autoridades

### Alcaldes
- 2019 - 2022[1]
  - Alcalde: Teodoro Linares Gutiérrez, de Qatun Tarpuy.
  - Regidores:

  1. Germán Mendoza Cárdenas (Qatun Tarpuy)
  2. Enrique Orlando Ramírez Soca (Qatun Tarpuy)
  3. Jeremías García Azurza (Qatun Tarpuy)
  4. Yiene Gómez Martínez (Qatun Tarpuy)
  5. Tarcila Illaconza Ñáñez (El Frente Amplio por Justicia, Vida y Libertad)

Alcaldes anteriores
- 2007 - 2010: Misael Jesús Obregón Muñoz.
- 2012 - 2015: Ricardo Cardenas Báez.
- 2015 - 2018: Ricardo Cárdenas Báez.